# Pisolina
Pisolina es un género de foraminífero bentónico de la subfamilia Staffellinae, de la familia Staffellidae, de la superfamilia Fusulinoidea, del suborden Fusulinina y del orden Fusulinida. Su especie tipo es Pisolina excessa. Su rango cronoestratigráfico abarca desde el Sakmariense hasta el Artinskiense (Pérmico inferior).

## Discusión
Clasificaciones más recientes incluyen Pisolina en la superfamilia Staffelloidea, y en la subclase Fusulinana de la clase Fusulinata.

## Clasificación
Pisolina incluye a las siguientes especies:
- Pisolina abichi †
- Pisolina excessa †
- Pisolina miniscula †
- Pisolina multivoluta †
- Pisolina parvula †
- Pisolina rhomboidea †
- Pisolina simplex †
- Pisolina staffellinoides †
- Pisolina subsolana †
- Pisolina subspherica †
  - Pisolina subspherica ellipsoidalis †
- Pisolina yanwanggouensis †
  - Pisolina yanwanggouensis megaspherica †
- Pisolina yanyuanica †

Otra especie considerada en Pisolina es:
- Pisolina intermedia †, de posición genérica incierta